# Себастьяно Россі
Себастьяно Россі (італ. Sebastiano Rossi, нар. 20 липня 1964, Чезена) — італійський футболіст, що грав на позиції воротаря. По завершенні ігрової кар'єри — футбольний тренер.
Виступав, зокрема, за клуб «Мілан», а також національну збірну Італії. Один з найнадійніших воротарів італійського клубного футболу.
П'ятиразовий чемпіон Італії. Триразовий володар Суперкубка Італії з футболу. Володар Міжконтинентального кубка. Дворазовий володар Суперкубка УЄФА. Переможець Ліги чемпіонів УЄФА.

## Клубна кар'єра
Народився 20 липня 1964 року в місті Чезена. Вихованець футбольної школи клубу «Чезена».
У дорослому футболі дебютував 1982 року виступами на умовах оренди за команду клубу «Форлі», в якій провів один сезон, взявши участь в 11 матчах чемпіонату.
Згодом з 1983 по 1990 рік грав у складі команд клубів «Чезена», «Емполі» та «Рондінелла Марцокко».
Своєю грою за останню команду привернув увагу представників тренерського штабу клубу «Мілан», до складу якого приєднався 1990 року. Відіграв за «россонері» наступні дванадцять сезонів своєї ігрової кар'єри. За цей час додав до переліку своїх трофеїв п'ять титулів чемпіона Італії, ставав володарем Суперкубка Італії з футболу (тричі), володарем Суперкубка УЄФА (двічі), переможцем Ліги чемпіонів УЄФА, а також володарем Міжконтинентального кубка. Протягом першої половини 1990-х був беззаперечним основним воротарем «россонері» і став автором декількох особистих рекордів.
Завершив професійну ігрову кар'єру у клубі «Перуджа», за команду якого виступав протягом 2002—2003 років.

### Рекорди
Провів 330 матчів у складі «Мілана», що лишається рекордом серед усіх воротарів в історії клубу.
Довгий час утримував рекорд за довжиною «сухої серії» в італійській Серії A — не пропустив жодного м'яча протягом 929 хвилин ігрового часу з 12 грудня 1993 по 27 лютого 1994 року. Це досягнення лише навесні 2016 року вдалося на 45 хвилин перевершити воротареві «Ювентуса» Джанлуїджі Буффону.

## Виступи за збірну
У 1994 році викликався до складу національної збірної Італії, проте, попри численні успіхи на клубному рівні, в офіційних іграх у її складі так й не дебютував.

## Кар'єра тренера
Розпочав тренерську кар'єру, увійшовши до тренерського штабу клубу «Мілан», де став тренером воротарів однієї з молодіжних команд.

## Титули і досягнення
- Чемпіон Італії (5):

«Мілан»: 1991-1992, 1992-1993, 1993-1994, 1995-1996, 1998-1999
- Володар Суперкубка Італії з футболу (3):

«Мілан»: 1992, 1993, 1994
- Володар Міжконтинентального кубка (1):

«Мілан»: 1990
- Володар Суперкубка УЄФА (2):

«Мілан»: 1990, 1994
- Переможець Ліги чемпіонів УЄФА (1):

«Мілан»: 1993-1994